# Лу Сјуен
Лу Сјуен (упрош: 鲁迅; трад: 魯迅; пин: Lǔ Xùn; IPA: [lù ɕŷn]), правим именом Џоу Шужен (упрош: 周树人; трад: 周樹人; пин: Zhōu Shùrén; Шаосинг, 25. септембар 1881 — Шангај, 19. октобар 1936), био је један од најзначајнијих кинеских писаца 20. века и осниваче савремене кинеске књижевности на говорном, народном језику, али и класичном кинеском. Писао је кратке приче, есеје и песме, бавио се уредништвом, превођењем, књижевном критиком, дизајнирањем и др. Његова социјална мисао и критика традиционалног друштва оставила је дубок траг у Кини 20. века, нарочито на Покрет 4. маја, а преко њега и на кинеске комунисте пре стварања НР Кине. Сјуен је био познат преводилац, који је кинеској јавности први представио савремену светску књижвеност.

## Младост
Рођен је у Шаосингу, у данашњој провинцији Џеђанг. Његова породица је припадала вишој класи, али је била осиромашена. Дуга болест и смрт његовог оца подстакли су ГА да студира западну медицину, јер је сматрао да кинеска традиционална медицина није увек успешна у лечењу болести и да се њоме често баве шарлатани. Отишао је у Јапан на Виши медицински институт Тохоку (јап. 東北) у Сендаију. По повратку у Кину 1909. године, постао је предавач на Пекиншком универзитету и почео је да пише. Према сопственим речима, списатељску каријеру је започео осетивши да је важније да излечи душе својих сународника него њихова тела.

## Прва дела
Маја 1918. године први пут је употребио свој псеудоним и објавио прву значајну приповетку на говорном кинеском језику — Дневник једног лудака (кин: 狂人日记), која је постала једно од његових најзначајнијих и најпознатијих дела. У овој приповеци први пут је исказао и своју критику традиционалног кинеског друштва, створивши једно од главних дела на којима почивају темељи кинеског Покрета 4. маја. Његова друга најпознатија приповетка, Истинита прича о А Q (кин: 阿Q正传), објављена је двадесетих година 20. века.

## Књижевни рад
До своје смрти 1936. године објавио је двадесет две приповетке у две збирке (Позив на оружје и Старе приче препричане), поему у прози Дивља трава, као и многобројне есеје и преводе (посебно је ценио Гогоља и први превео Мртве душе на кинески). Његова дела сабрана су у преко двадесет томова.
Лу Сјуен је такође био уредник неколиких левичарских часописа, од којих је најзначајнији Нова омладина (кин: 新青年). Такође, био је један од првих присталица есперанто покрета у Кини.
Иако је био симпатизер кинеског комунистичког покрета, никада није приступио КПК. Због наклоности комунистима, дела су му била забрањена на Тајвану до краја осамдесетих година.
Његова дела су и данас веома значајна и популарна, посебно међу омладином, а јављају се и у јапанским средњошколским уџбеницима.

## Наслеђе
Нобеловац Кензабуро Ое описао је Лу Сјуена као „највећег писца Азије у 20. веку“. Убрзо након Лу Сјуенове смрти, Мао Цедунг га је назвао „свецем модерне Кине“, али је његово наслеђе селективно користио да би промовисао сопствене политичке циљеве. Године 1942, он је цитирао Луа ван контекста како би рекао својој публици да буде „вољни во“ као што је био Лу Сјуен, али је писцима и уметницима који верују у слободу изражавања рекао да, пошто су комунистичке области већ ослобођене, не морају да буду као Лу Сјуен. Након што је Народна Република Кина основана 1949. године, теоретичари књижевности Комунистичке партије приказали су његово дело као ортодоксне примере комунистичке књижевности, али су сви Луови блиски ученици из 1930-их уклоњени. Мао је признао, да је Лу преживео до 1950-их, он би „или ћутао или отишао у затвор“.
Партијски лидери су га приказали као „приказ нацрта комунистичке будућности“, а Мао Цедунг га је дефинисао као „главног команданта кинеске културне револуције“, иако се Лу није придружио партији. Током 1920-их и 1930-их Лу Сјуен и његови савременици су се често неформално састајали ради слободних интелектуалних дискусија, али након оснивања Народне Републике 1949. партија је тражила већу контролу над интелектуалним животом у Кини, а ова врста интелектуалне независности је често била насилно потиснута.
Коначно, Лу Сјуенов сатирични и иронични стил писања је био обесхрабриван, исмејаван, а затим што је чешће могуће уништаван. Године 1942, Мао је написао да „стил есеја не би требало да буде једноставно као Лу Сјуен. [У комунистичком друштву] можемо да вичемо из свег гласа и немамо потребу за прикривеним и заокруженим изразима, који су тешки за да народ разуме.“ Године 2007, нека од његових мрачнијих дела су уклоњена из школских уџбеника. Џулија Ловел, која је преводила Лу Сјуеново писање, спекулисала је да је „можда то био и покушај да се данашња омладина обесхрабри од Лу Сјуенових незгодних навика да проналази грешке.“
Током Културне револуције, Комунистичка партија је славила Лу Сјуена као једног од очева комунизма у Кини, али је иронично потиснула саму интелектуалну културу и стил писања које је он представљао. Неки од његових есеја и списа сада су део обавезног наставног плана и програма за основну и средњу школу у Кини.
Рад Лу Сјуена је такође задобио пажњу ван Кине. Године 1986, Фредрик Џејмсон је цитирао „Дневник лудака“ као „врхунски пример“ форме „националне алегорије“ коју поприма сва литература Трећег света. Глорија Дејвис упоређује Лу Сјуена са Ничеом, рекавши да су обојица били „заробљени у изградњи модерности која је фундаментално проблематична“. Према Леонардо Виторио Арени, Лу Сјуен гаји двосмислен став према Ничеу, мешавину привлачности и одбојности, потоње због Ничеових неумерености у стилу и садржају.
- Главна књижевна награда у Кини, Књижевна награда Лу Сјуен названа је по њему.
- По њему је назван астероид (233547) ЈР27 2007. године.
- По њему је назван кратер на Меркуру.
- Уметник Ши Лу је усвојио другу половину свог псеудонима због свог дивљења према Лу Сјуену.[11]

## Стил и мисао
Лу Сјуен је био свестран писац. Писао је користећи и традиционалне кинеске конвенције и европске књижевне форме из 19. века. Његов стил је описан у једнако широком смислу, преносећи и „саосећајну ангажованост“ и „ироничну одвојеност“ у различитим тренуцима. Његови есеји су често веома оштри у његовим друштвеним коментарима, а у његовим причама због владања народним језиком и тоном нека од његових књижевних дела (попут „Истините приче о Ах Ку“) тешко могу да се пренесу кроз превод. У њима он често гази танку линију између критиковања глупости својих ликова и саосећања са самим тим глупостима. Лу Сјуен је био мајстор ироније и сатире (као што се може видети у „Истинској причи о Ах Ку“), а ипак је могао да пише импресивно директну прозу („Мој стари дом“, „Мали инцидент“).
Лу Сјуен је сматрао да је Синхајска револуција 1911. била неуспех. Он је 1925. изнео мишљење: „Осећам да је такозвана Република Кина престала да постоји. Осећам да сам, пре револуције, био роб, али убрзо након револуције, био сам преварен од стране робова и постао сам њихов роб." Чак је препоручио својим читаоцима да обрате пажњу на критику кинеске културе у Кинеским карактеристикама од стране мисионарског писца Артура Смита. Његово разочарање у политику довело га је до закључка 1927. да „револуционарна књижевност“ сама по себи не може донети корените промене. Уместо тога, „револуционари“ су морали да воде револуцију користећи силу. На крају је доживео дубоко разочарање новом националистичком владом, коју је сматрао неефикасном, па чак и штетном за Кину.